# Anton Schall
Anton Schall (ur. 22 lipca 1907 w Wiedniu, zm. 10 sierpnia 1947 w Bazylei) – austriacki piłkarz i trener, reprezentant Austrii, grający na pozycji napastnika.

## Kariera klubowa
Schall przygodę z futbolem rozpoczął w 1921 w zespole Leopoldauer SC. Następnie szkolił się do 1925 w Jedlersdorf, po czym przeniósł się do Admiry Wiedeń. W zespole ze stolicy Austrii odnosił największe sukcesy. Siedem razy świętował wraz z klubem mistrzostwo Austrii w sezonie 1926/27, 1927/28, 1931/32, 1933/34, 1935/36, 1936/37 i 1938/39. 
Trzykrotnie zdobył Puchar Austrii w sezonach 1927/28, 1931/32 i 1933/34. Łącznie przez 16 lat zagrał dla Admiry w 285 spotkaniach, w których strzelił 231 bramek. Pięciokrotnie zdobywał tytuł króla strzelców w sezonach 1926/27 (27 bramek), 1927/28 (36 bramek), 1928/29 (21 bramek), 1930/31 (25 bramek) i 1931/32 (22 bramki). Karierę piłkarską zakończył w 1941. 
| Sezon   | Klub          | Kraj       | Rozgrywki               | Mecze | Bramki |
| ------- | ------------- | ---------- | ----------------------- | ----- | ------ |
| 1925/26 | Admira Wiedeń | Austria    | I. liga                 | 9     | 7      |
| 1926/27 | Admira Wiedeń | Austria    | I. liga                 | 23    | 27     |
| 1927/28 | Admira Wiedeń | Austria    | I. liga                 | 23    | 36     |
| 1928/29 | Admira Wiedeń | Austria    | I. liga                 | 22    | 21     |
| 1929/30 | Admira Wiedeń | Austria    | I. liga                 | 20    | 19     |
| 1930/31 | Admira Wiedeń | Austria    | I. liga                 | 18    | 25     |
| 1931/32 | Admira Wiedeń | Austria    | I. liga                 | 22    | 22     |
| 1932/33 | Admira Wiedeń | Austria    | I. liga                 | 21    | 23     |
| 1933/34 | Admira Wiedeń | Austria    | I. liga                 | 18    | 17     |
| 1934/35 | Admira Wiedeń | Austria    | I. liga                 | 18    | 14     |
| 1935/36 | Admira Wiedeń | Austria    | I. liga                 | 15    | 8      |
| 1936/37 | Admira Wiedeń | Austria    | I. liga                 | 22    | 3      |
| 1937/38 | Admira Wiedeń | Austria    | I. liga                 | 15    | 5      |
| 1938/39 | Admira Wiedeń | III Rzesza | Gauliga Donau-Alpenland | 16    | 4      |
| 1939/40 | Admira Wiedeń | III Rzesza | Gauliga Donau-Alpenland | 10    | 0      |
| 1940/41 | Admira Wiedeń | III Rzesza | Gauliga Donau-Alpenland | 12    | 0      |
| 1941/42 | Admira Wiedeń | III Rzesza | Gauliga Donau-Alpenland | 1     | 0      |

## Kariera reprezentacyjna
Schall w reprezentacji Austrii zadebiutował 20 marca 1927 w spotkaniu przeciwko Czechosłowacji, zakończonym porażką 1:2. Siedem lat później, w 1934, został powołany na Mistrzostwa Świata.
Na turnieju wystąpił w dwóch spotkaniach z Francją, której w 93 minucie (w dogrywce) strzelił gola, i z Włochami. Mecz z Włochami był ostatnim w drużynie narodowej dla Schalla. Łącznie w latach 1927–1934 zagrał dla Austrii w 28 spotkaniach, w których strzelił 27 bramek.
| Mecze i gole w reprezentacji Austrii | Mecze i gole w reprezentacji Austrii | Mecze i gole w reprezentacji Austrii | Mecze i gole w reprezentacji Austrii | Mecze i gole w reprezentacji Austrii | Mecze i gole w reprezentacji Austrii | Mecze i gole w reprezentacji Austrii |
| #                                    | Data                                 | Miasto                               | Przeciwnik                           | Gol                                  | Wynik                                | Rozgrywki                            |
| ------------------------------------ | ------------------------------------ | ------------------------------------ | ------------------------------------ | ------------------------------------ | ------------------------------------ | ------------------------------------ |
| 1.                                   | 20.03.1927                           | Wiedeń                               | Czechosłowacja                       |                                      | 1:2                                  | towarzyski                           |
| 2.                                   | 22.05.1927                           | Wiedeń                               | Belgia                               | Gol · Gol                            | 4:1                                  | towarzyski                           |
| 3.                                   | 01.04.1928                           | Wiedeń                               | Czechosłowacja                       |                                      | 0:1                                  | Puchar Europy Środkowej              |
| 4.                                   | 27.10.1929                           | Berno                                | Szwajcaria                           | Gol                                  | 3:1                                  | Puchar Europy Środkowej              |
| 5.                                   | 16.11.1930                           | Wiedeń                               | Szwecja                              | Gol                                  | 4:1                                  | towarzyski                           |
| 6.                                   | 22.02.1931                           | Mediolan                             | Włochy                               |                                      | 1:2                                  | Puchar Europy Środkowej              |
| 7.                                   | 16.05.1931                           | Wiedeń                               | Szkocja                              | Gol                                  | 5:0                                  | towarzyski                           |
| 8.                                   | 24.05.1931                           | Berlin                               | Niemcy                               | Gol · Gol · Gol                      | 6:0                                  | towarzyski                           |
| 9.                                   | 16.06.1931                           | Wiedeń                               | Szwajcaria                           | Gol                                  | 2:0                                  | towarzyski                           |
| 10.                                  | 13.09.1931                           | Wiedeń                               | Niemcy                               | Gol                                  | 5:0                                  | towarzyski                           |
| 11.                                  | 04.10.1931                           | Budapeszt                            | Węgry                                |                                      | 2:2                                  | Puchar Europy Środkowej              |
| 12.                                  | 29.11.1931                           | Bazylea                              | Szwajcaria                           | Gol · Gol · Gol                      | 8:1                                  | Puchar Europy Środkowej              |
| 13.                                  | 24.04.1932                           | Wiedeń                               | Węgry                                | 4x                                   | 8:2                                  | towarzyski                           |
| 14.                                  | 17.06.1932                           | Sztokholm                            | Szwecja                              |                                      | 4:3                                  | towarzyski                           |
| 15.                                  | 02.10.1932                           | Budapeszt                            | Węgry                                |                                      | 3:2                                  | towarzyski                           |
| 16.                                  | 23.10.1932                           | Wiedeń                               | Szwajcaria                           | Gol · Gol                            | 3:1                                  | Puchar Europy Środkowej              |
| 17.                                  | 07.12.1932                           | Londyn                               | Anglia                               |                                      | 3:4                                  | towarzyski                           |
| 18.                                  | 11.12.1932                           | Bruksela                             | Belgia                               | 4x                                   | 6:1                                  | towarzyski                           |
| 19.                                  | 12.02.1933                           | Paryż                                | Francja                              |                                      | 4:0                                  | towarzyski                           |
| 20.                                  | 09.04.1933                           | Wiedeń                               | Czechosłowacja                       |                                      | 1:2                                  | towarzyski                           |
| 21.                                  | 30.04.1933                           | Budapeszt                            | Węgry                                |                                      | 1:1                                  | towarzyski                           |
| 22.                                  | 17.09.1933                           | Praga                                | Czechosłowacja                       |                                      | 3:3                                  | towarzyski                           |
| 23.                                  | 01.10.1933                           | Wiedeń                               | Węgry                                | Gol                                  | 2:2                                  | towarzyski                           |
| 24.                                  | 29.11.1933                           | Glasgow                              | Szkocja                              | Gol                                  | 2:2                                  | towarzyski                           |
| 25.                                  | 10.12.1933                           | Amsterdam                            | Holandia                             |                                      | 1:0                                  | towarzyski                           |
| 26.                                  | 15.04.1934                           | Wiedeń                               | Węgry                                | Gol                                  | 5:2                                  | towarzyski                           |
| 27.                                  | 27.05.1934                           | Turyn                                | Francja                              | Gol                                  | 3:2                                  | MŚ 1934                              |
| 28.                                  | 03.06.1934                           | Mediolan                             | Włochy                               |                                      | 0:1                                  | MŚ 1934                              |

## Kariera trenerska
Po zakończeniu kariery piłkarskiej Schall, który cierpiał na rzadką chorobę serca, przeniósł się do Szwajcarii i w sezonie 1946/47 objął stanowisko trenera klubu FC Basel. Schall poprowadził Basel do zwycięstwa w Pucharze Szwajcarii 3:0 w finale przeciwko Lausanne Sport. Jednak wkrótce potem zmarł w wieku 40 lat podczas treningu na boisku.

## Sukcesy

### Zawodnik
Admira Wiedeń
- Mistrzostwo I. Ligi (7): 1926/27, 1927/28, 1931/32, 1933/34, 1935/36, 1936/37, 1938/39
- Puchar Austrii (3): 1927/28, 1931/32, 1933/34
- Król strzelców I. Ligi (5): 1926/27 (27 bramek), 1927/28 (36 bramek), 1928/29 (21 bramek), 1930/31 (25 bramek) i 1931/32 (22 bramki)

### Trener
FC Basel
- Puchar Szwajcarii (1): 1946/47